# Мейсце-Пястове (гміна)
Ґміна Мєйсце Пястове (пол. Gmina Miejsce Piastowe) — колишня (1934—1939 рр.) сільська ґміна Коросненського повіту Львівського воєводства Польської республіки (1918—1939) рр. Центром ґміни було село Мєйсце Пястове.

1 серпня 1934 р. було створено ґміну Мєйсце Пястове в Коросненському повіті. До неї увійшли сільські громади: Ґловєнка, Лежани, Мєйсце Пястове, Ніжна Лонка, Роґі, Суходул, Щепаньцова, Тарґовіска, Вороблик Королівський і Вроцанка.